# ブジスク公国
ブジスク公国（ロシア語: Бужское княжество）はルーシ西部の分領公国である。12世紀初頭、ブク川上流の都市ブジスク（現ブシク）の近辺を領土として形成された。
初代のブジスク公はダヴィドである。ダヴィドは、11世紀末のルーシ内戦に関与した諸公の一人であり、この内戦の処遇を取り決めた、1100年のウヴェティチ諸公会議の決定より、ヴォルィーニ公国を放棄する代わりにブジスクを所領として得た（なおブジスク以外にも、ドゥブノ、チェルトルィースク、ドロゴブージを得ている）。
1112年のダヴィドの死後、1119年までブジスク公国は独自の公が置かれなかった。それは、キエフ公国、ヴォルィーニ公国、ガーリチ公国が所有を欲する地であったことによる。
1160年代のブジスク公であるヤロポルクは、同時期のルーシ諸公間の内戦に積極的に介入した。1168年（1170年とも）にヤロポルクが死ぬと、ブジスク公国はベルズ公国領に組み込まれ、消滅した。